# Casa Matamala (Badalona)
Casa Matamala, abans coneguda com a Can Giralt, és un edifici residencial d'estil modernista del municipi de Badalona (Barcelonès) protegit com a bé cultural d'interès local obra de Joan Amigó i Barriga.

## Descripció
És un edifici d'habitatges amb planta baixa i dos pisos, on destaca sobretot els cuidats acabats de la façana, especialment el disseny dels esgrafiats de motiu floral, i els balcons.

## Història
El permís d'obres va ser sol·licitat per Josepa Umbert el 1902. L'habitatge va ser un encàrrec de la família formada per Josep Giralt i Roig (1863-1914), fabricant d'aiguardents i anisats natural de Vilanova i la Geltrú, productor de l'afamat Anís Perla, i la badalonina Josepa Umbert i Clarós (1873-1913), que era la propietària de la casa. El matrimoni va tenir cinc fills, el primogènit, Josep Maria Giralt i Umbert, va continuar amb el negoci dels aiguardents i es va casar amb Maria Antonieta Matamala, que procedia d'una família de naviliers i capitans de vaixell de Vilassar de Mar, i pel cognom de la qual és més coneguda actualment la casa.
La casa va ser reformada als seixanta i dividida en diversos habitatges, però a causa d'una mala reforma la part posterior va quedar desvirtuada.

## Galeria

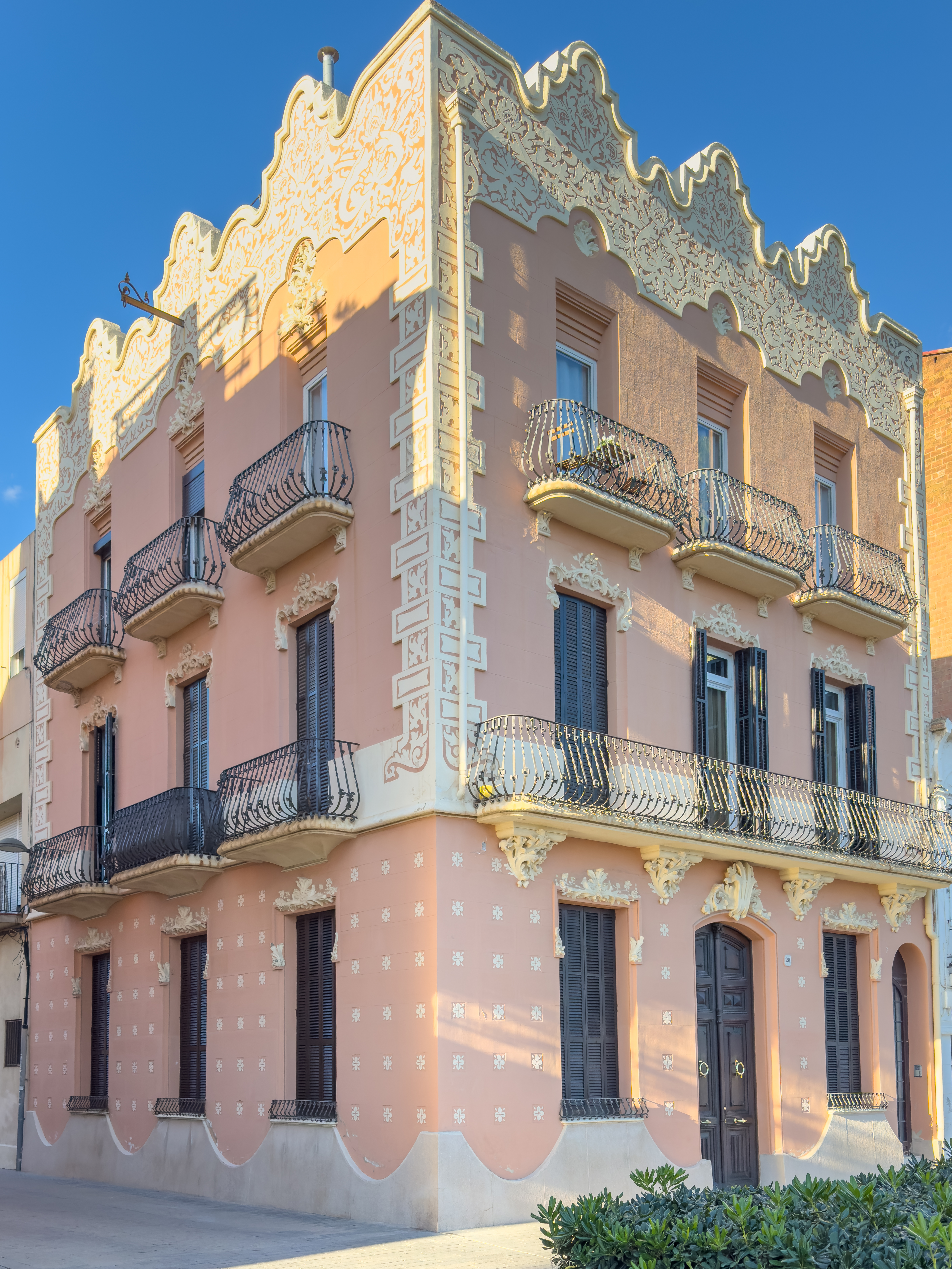
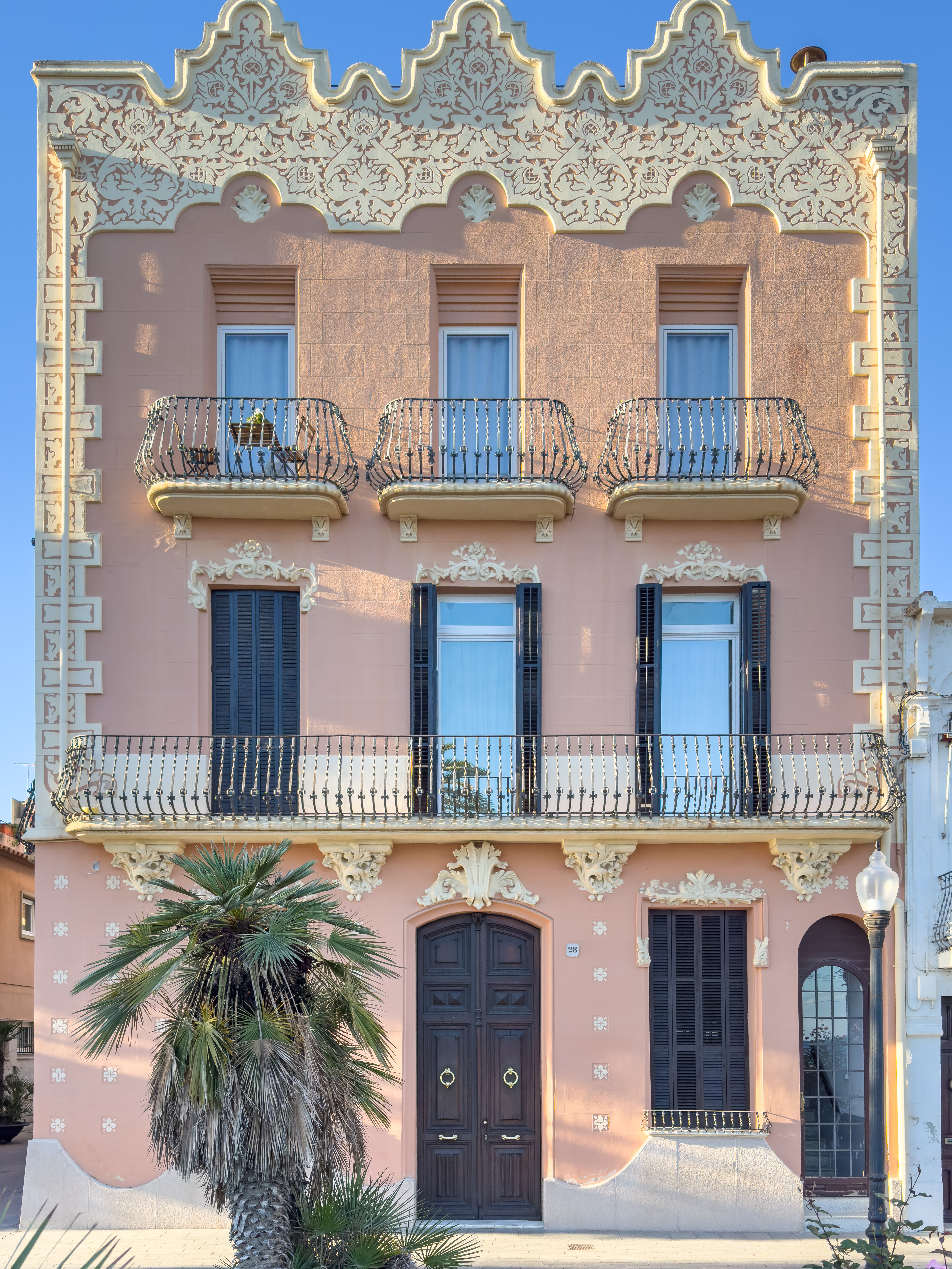
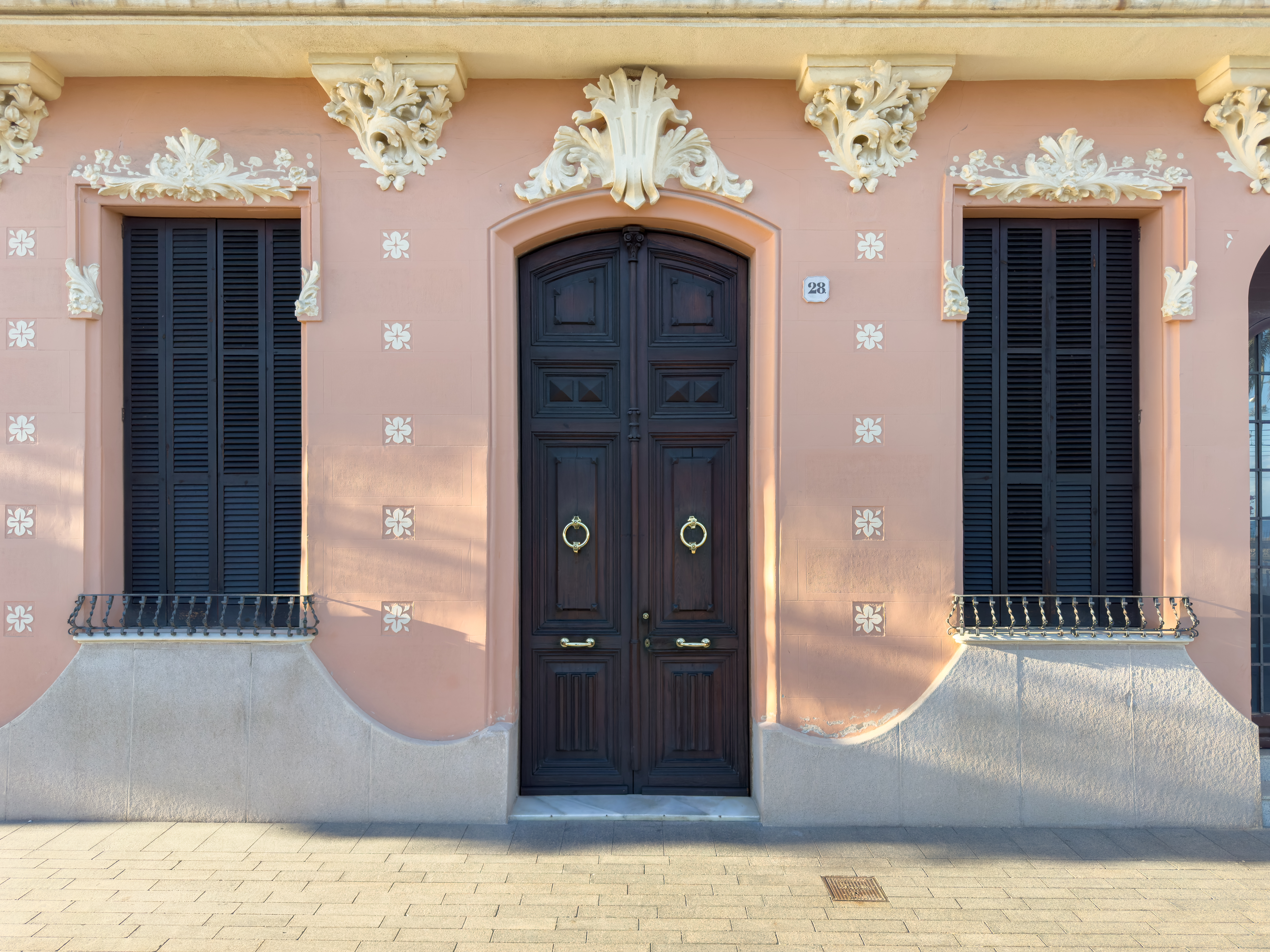